# (18727) Peacock
Pour les articles homonymes, voir Peacock.
(18727) Peacock est un astéroïde de la ceinture principale.

## Description
(18727) Peacock est un astéroïde de la ceinture principale. Il fut découvert le 22 mai 1998 à la station Anderson Mesa par le programme LONEOS. Il présente une orbite caractérisée par un demi-grand axe de 3,13 UA, une excentricité de 0,11 et une inclinaison de 5,4° par rapport à l'écliptique.

## Compléments